# دومينو دامسل

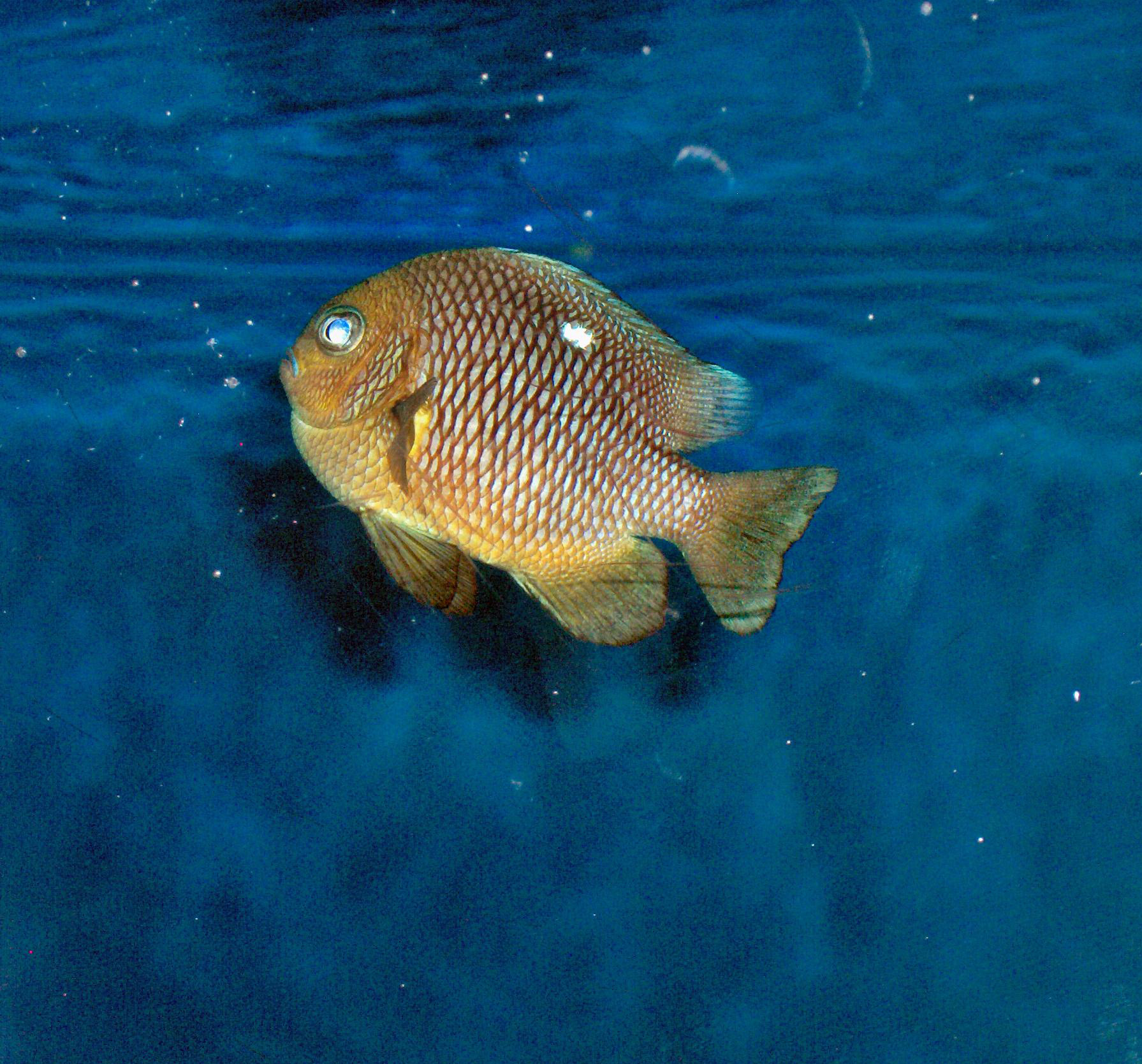

دومينو دامسل (بالإنجليزية: Domino Damsel)‏، (باللاتينية: Threespot dascyllus)، هي سمكة زينة من فصيلة الدامسل تتواجد في الهند والمحيط الهادئ والبحر الأحمر وشرق أفريقيا وجزر هاواى. السمكة تعيش في مستوى من 1 إلى 55 متر أي انها تتحمل الضغط الناجم عن الأعماق وهي شرسه جدا تجاه نفس نوعها من الأنواع الأخرى من الدامسل إن تواجدت معها في مكان ضيق نوعا ما. يطلق عليها دومينو دامسل لوجود ثلات نقاط عليها تشبه زهرة الدومينو وهي من الأسماك التي يمكن ان يطلق عليها اسماك الانيمون مثلها مثل سمكه الكلاون لانها تعيش في الانيمون ولا تلسع أو تتضررمن افرازات الانيمون.
تتواجد الدومينو في مناطق الشعاب المرجانيه ومناطق تواجد الانيمون ولها طريقه سباحه تشبه الرقصات والانثى منها هي المسيطرة دائما على القطيع كما أنها سهلة التفريخ في الأحواض وتحافظ على بيضها بشراسه كبيره جدا. لكما كبرت هذه الفصيلة من العمر بهتت الوانها واختفت النقاط الموجودة عليها وقارتب لونها من اللون البرونزى وتصبح أكثر شراسه مع أي نوع من الأسماك معها في الأحواض. فتقوم باكل الشراع أو الزعنفة الظهريه الموجودة فيها ويفضل التخلص منها كلما كبرت في الأحواض لبهتان لونها وشراستها.

## معرض صور

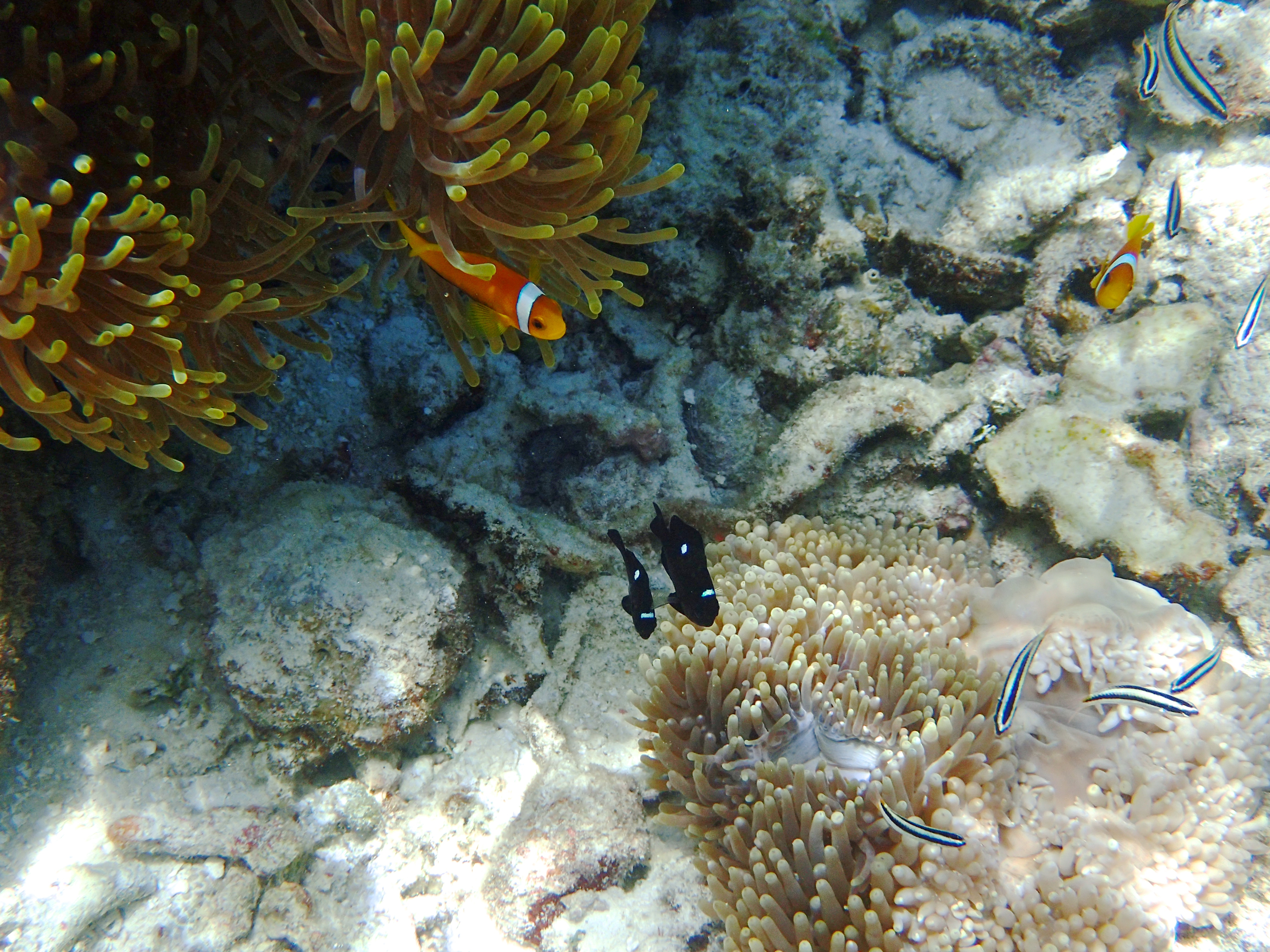
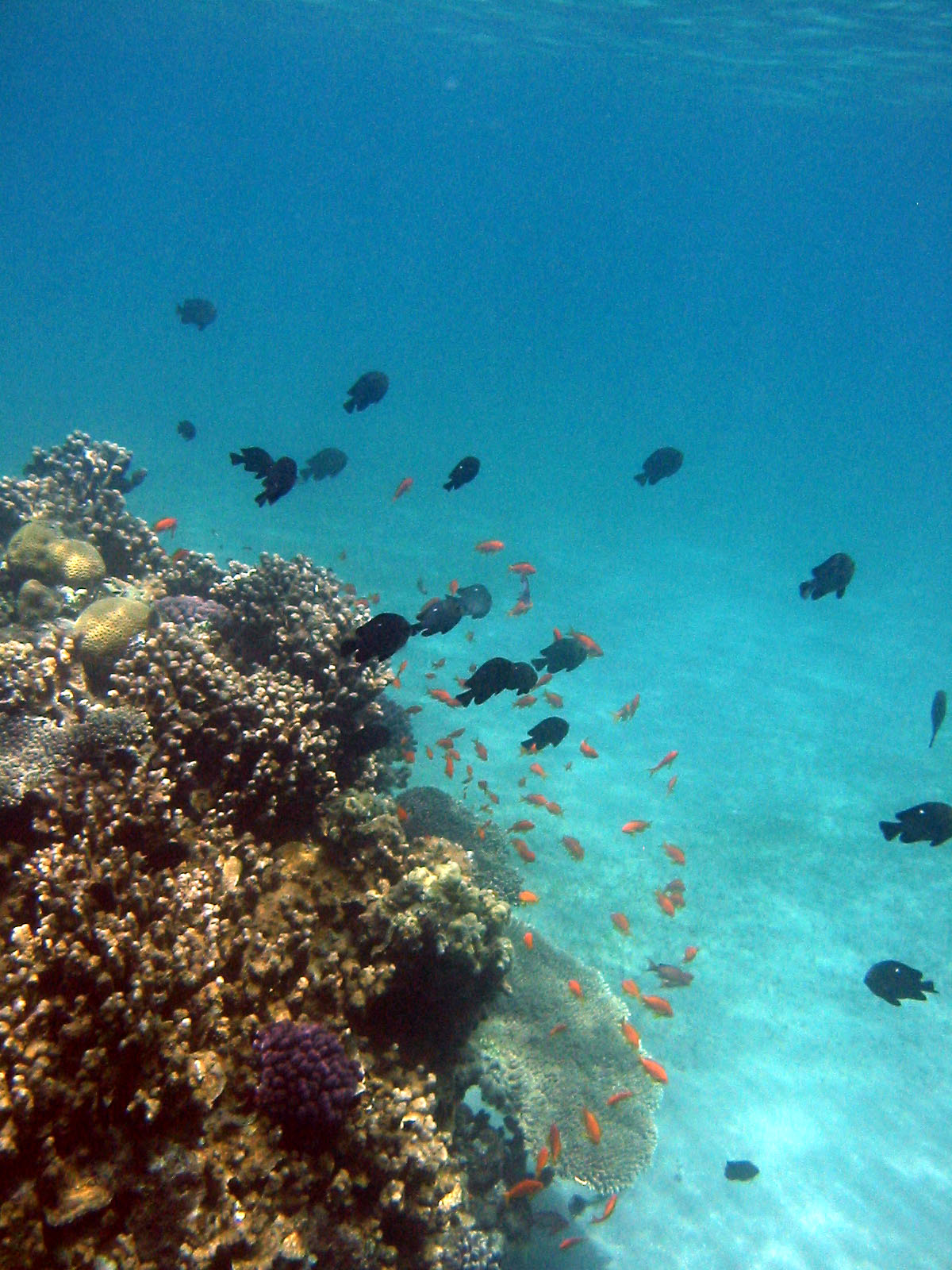
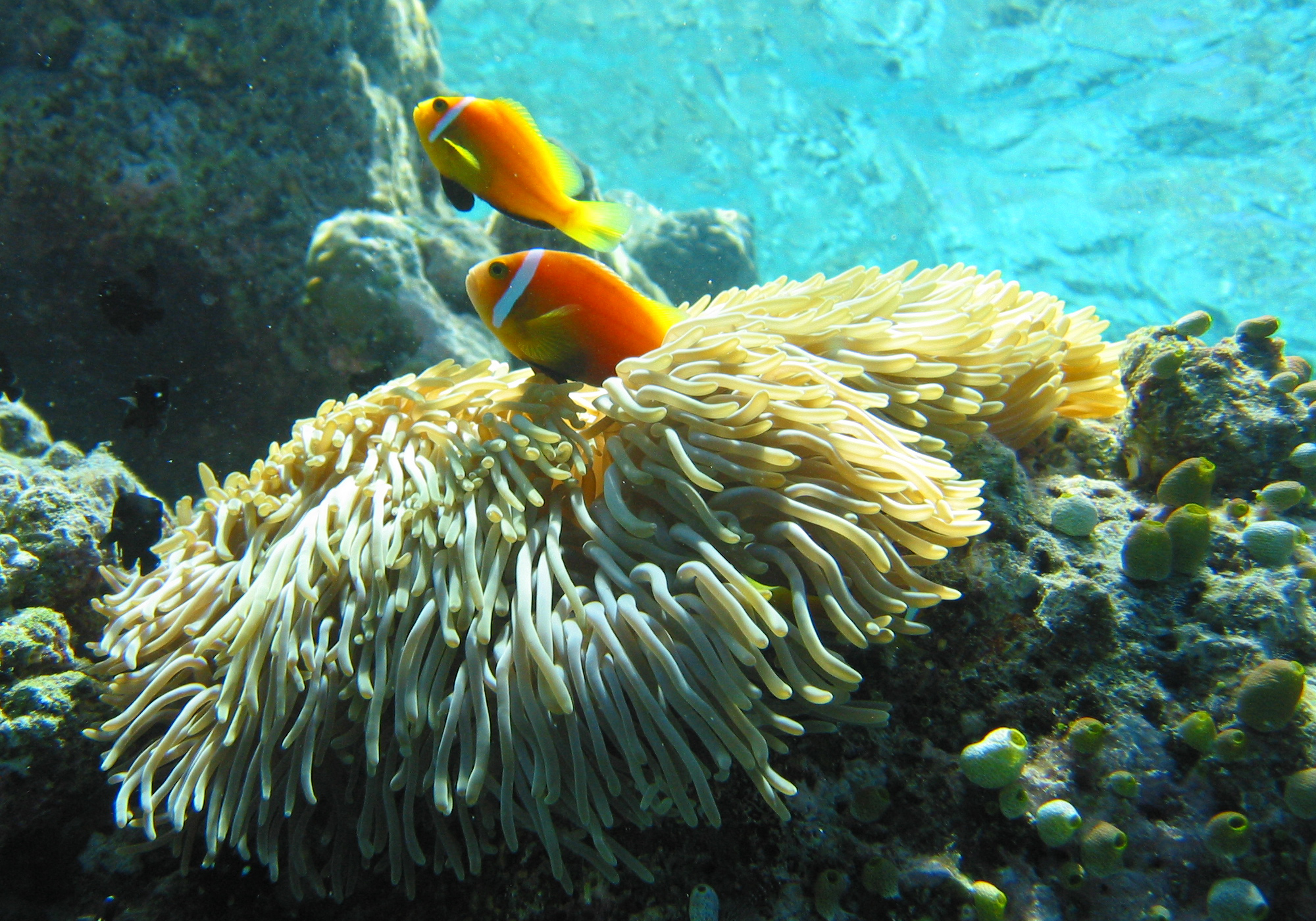